# Manto yojana
Manto yojana är en fjärilsart som beskrevs av Hans Fruhstorfer 1914. Manto yojana ingår i släktet Manto och familjen juvelvingar. Inga underarter finns listade i Catalogue of Life.